# تشارلي باسيت (لاعب كرة قدم)
تشارلي باسيت (بالإنجليزية: Charley Bassett)‏ هو لاعب كرة قدم أمريكي، ولد في 9 فبراير 1863 في سنترال فولز في الولايات المتحدة، وتوفي في 28 مايو 1942 في بوتكيت في الولايات المتحدة. لعب مع سان فرانسيسكو جاينتس.

## وصلات خارجية
- تشارلي باسيت على موقعبيزبول رفرنس.كوم (الدوري الرئيسي) (الإنجليزية)
- تشارلي باسيت على موقعبيزبول رفرنس.كوم (الدوري الثانوي) (الإنجليزية)